# 瓜谷良平
瓜谷 良平（うりたに りょうへい、1918年7月9日 - 1993年12月1日）は、日本のスペイン語学者。拓殖大学教授を歴任。

## 略歴
兵庫県出身。東京外国語学校スペイン語科卒。拓殖大学助教授、教授。1989年定年、名誉教授。子は瓜谷望（1952-　）スペイン語学者、拓殖大学教授。

## 編著書
- 『スペイン語動詞変化表』編 大学書林 1957
- 『商業スペイン語小辞典』編 大学書林 1958
- 『スペイン語の入門』白水社 1968
- 『標準スペイン会話』白水社 1968
- 『わかるスペイン語』三省堂 1971
- 『分類式スペイン常用単語集』編 白水社 1974
- 『海外旅行ポケットスペイン語会話 付録・和西小辞典』大学書林 1976
- 『スペイン語絵はがき通信』大学書林 1980
- 『カタルニャ語会話 スペイン語(カスティリャ語)対照』大学書林 1982

### 共編著
- 『絵入スペイン語辞典』柳沢豊共著 大学書林 1969
- 『スペイン語貿易通信文』浦和幹男共著 芸林書房 1971
- 『カナ発音英和西和小辞典』荒牧鉄雄共編 大学書林 1972
- 『英和西和混合辞典』荒牧鉄雄共編 大学書林 1975
- 『スペイン語基本文2000』柳沢豊共編 大学書林 1977
- 『スペイン語動詞用例集』全3巻 柳沢豊共編 大学書林 1980-91
- 『スペイン語の入門 新版』瓜谷望共著 白水社 2015

## 論文
- <瓜谷良平